# Comuna Đulovac, Bjelovar-Bilogora
Đulovac este o comună în cantonul Bjelovar-Bilogora, Croația, având o populație de 3.245 de locuitori (2011).

## Demografie
Componența etnică a comunei Đulovac
     Croați (83,82%)
     Sârbi (13,16%)
     Cehi (1,05%)
     Necunoscut (0,37%)
     Neclasificat (1,26%)
Componența confesională a comunei Đulovac
     Catolici (84,59%)
     Ortodocși (13,13%)
     Necunoscută (0,31%)
     Alte religii (1,97%)
Conform recensământului din 2011, comuna Đulovac avea 3.245 de locuitori. Din punct de vedere etnic, majoritatea locuitorilor (83,82%) erau croați, existând și minorități de sârbi (13,16%) și cehi (1,05%). Apartenența etnică nu este cunoscută în cazul a 0,37% din locuitori. Din punct de vedere confesional, majoritatea locuitorilor (84,59%) erau catolici, cu o minoritate de ortodocși (13,13%). Pentru 0,31% din locuitori nu este cunoscută apartenența confesională.